# Statistiche e record dell'Empoli Football Club
Sono riportate le statistiche e i record riguardanti l'Empoli Football Club, società calcistica italiana con sede nella città di Empoli.

## Statistiche di squadra

### Partecipazione ai campionati
Di seguito una tabella raffigurante la partecipazione dell'Empoli ai campionati di calcio organizzati su base nazionale.
| Livello | Categoria         | Partecipazioni | Debutto   | Ultima stagione | Totale |
| ------- | ----------------- | -------------- | --------- | --------------- | ------ |
| 1º      | Serie A           | 17             | 1986-1987 | 2024-2025       | 17     |
| 2º      | Serie B           | 21             | 1946-1947 | 2020-2021       | 22     |
| 3º      | Seconda Divisione | 2              | 1927-1928 | 1928-1929       | 50     |
| 3º      | Prima Divisione   | 6              | 1929-1930 | 1934-1935       | 50     |
| 3º      | Serie C           | 30             | 1935-1936 | 1977-1978       | 50     |
| 3º      | Serie C1          | 12             | 1978-1979 | 1995-1996       | 50     |
| 4º      | IV Serie          | 3              | 1956-1957 | 1958-1959       | 6      |
| 4º      | Serie D           | 3              | 1959-1960 | 1962-1963       | 6      |

## Statistiche individuali

### Lista dei capitani
| Calciatore              | Ruolo | Stagioni al club                            | Stagioni da capitano | Presenze | Reti |
| ----------------------- | ----- | ------------------------------------------- | -------------------- | -------- | ---- |
| …                       |       |                                             |                      |          |      |
| Gaetano Salvemini       | A     | 1970-1973 e 1977-1978                       | 1977-1978 (1)        | 124      | 35   |
| Sergio Biliotti         | C     | 1972-1980                                   | 1978-1980 (2)        | 263      | 9    |
| Ferdinando Donati       | C     | 1967-1970, 1971-1972 e 1980-1981            | 1980-1981 (1)        | 117      | 16   |
| Francesco Radio         | C     | 1973-1975 e 1981-1985                       | 1981-1985 (4)        | 194      | 9    |
| Walter Casaroli         | C     | 1984-1987                                   | 1985-1987 (2)        | 84       | 5    |
| Claudio Vertova         | D     | 1983-1988                                   | 1987-1988 (1)        | 157      | 2    |
| Beniamino Vignola       | C     | 1988-1990                                   | 1988-1990 (2)        | 68       | 12   |
| Marcello Carli          | C     | 1989-1993                                   | 1990-1993 (3)        | 106      | 1    |
| Roberto Marta           | C     | 1993-1995                                   | 1993-1995 (2)        | 55       | 6    |
| Daniele Baldini         | D     | 1991-1992 e 1995-2001                       | 1995-2001 (6)        | 206      | 6    |
| Massimiliano Cappellini | A     | 1996-2005                                   | 2001-2004 (3)        | 231      | 39   |
| Fabrizio Ficini         | C     | 1989-1995, 1996-1999, 2000-2001 e 2001-2007 | 2004-2006 (2)        | 251      | 0    |
| Ighli Vannucchi         | C     | 2002-2003 e 2004-2010                       | 2006-2010 (4)        | 263      | 35   |
| Lorenzo Stovini         | D     | 2009-2012                                   | 2010-2012 (2)        | 105      | 5    |
| Davide Moro             | C     | 2001-2002, 2004-2009 e 2010-2015            | 2012-2015 (3)        | 300      | 9    |
| Francesco Tavano        | A     | 2001-2006 e 2011-2015                       | 2015 (1)             | 282      | 107  |
| Massimo Maccarone       | A     | 2000-2002 e 2012-2017                       | 2015-2017 (2)        | 266      | 82   |
| Manuel Pasqual          | D     | 2016-2019                                   | 2017-2019 (2)        | 92       | 7    |
| Domenico Maietta        | D     | 2018-2020                                   | 2019-2020 (1)        | 65       | 1    |
| Simone Romagnoli        | D     | 2017-2018 e 2019-2022                       | 2020-2022 (2)        | 100      | 3    |
| Filippo Bandinelli      | C     | 2019-2023                                   | 2022-2023 (1)        | 117      | 5    |
| Sebastiano Luperto      | D     | 2017-2018, 2021-2024                        | 2023-2024 (1)        | 126      | 5    |
| Alberto Grassi          | C     | 2022-                                       | 2024- (1)            | 67       | 0    |

Dati aggiornati al 12 febbraio 2025.

### Record di presenze
Dati aggiornati al 12 febbraio 2025.
| Campionato - 308 Davide Moro (2001-2002, 2004-2009, 2010-2015) - 282 Francesco Tavano (2001-2006, 2011-2015) - 275 Antonio Buscè (2002-2009, 2011-2012) - 266 Massimo Maccarone (2000-2002, 2012-2017) - 263 Sergio Biliotti (1972-1980) 263 Ighli Vannucchi (2002-2003, 2004-2010) - 251 Fabrizio Ficini (1989-1995, 1996-1999, 2000-2001, 2001-2007) - 234 Mirko Valdifiori (2008-2015) - 232 Massimiliano Cappellini (1996-2005) - 221 Luca Della Scala (1982-1989) | Coppa Italia - 42 Luca Della Scala (1983-1989) - 34 Claudio Vertova (1983-1988) - 33 Marco Calonaci (1983-1988) - 28 Giulio Drago (1984-1989) 28 Ezio Gelain (1982-1988, 1993-1994) - 27 Adelino Zennaro (1983-1986) - 25 Massimiliano Cappellini (1996-2005) 25 Corrado Urbano (1985-1988) - 24 Walter Mazzarri (1983-1988) - 23 Walter Casaroli (1984-1987) 23 Francesco Tavano (2001-2006, 2011-2015) | Competizioni UEFA - 2 Ignazio Abate (2007-2008) 2 Luca Antonini (2007-2008) 2 Davide Bassi (2007-2008) 2 Claudio Marchisio (2007-2008) 2 Lino Marzorati (2007-2008) 2 Felice Piccolo (2007-2008) 2 Nicola Pozzi (2007-2008) 2 Rincón (2007-2008) 2 Rey Volpato (2007-2008) - 1 10 calciatori |

| Serie A - 164 Antonio Buscè (2002-2004, 2005-2008) - 156 Ighli Vannucchi (2002-2003, 2005-2008) - 120 Fabrizio Ficini (1997-1999, 2002-2004, 2005-2007) - 106 Francesco Pratali (1997-1998, 2002-2004, 2005-2008) 106 Francesco Tavano (2002-2004, 2005-2006, 2014-2015) - 104 Davide Moro (2005-2008, 2014-2015) 104 Manuel Pucciarelli (2014-2017) - 100 Daniele Croce (2014-2017) - 99 Massimo Maccarone (2014-2017) - 98 Sebastiano Luperto (2021-2024) | Serie B - 198 Mirko Valdifiori (2008-2014) - 196 Davide Moro (2001-2002, 2004-2005, 2008-2009, 2010-2014) - 176 Francesco Tavano (2001-2002, 2004-2005, 2011-2014) - 167 Massimo Maccarone (2000-2002, 2012-2014) - 153 Davide Bassi (2008-2010, 2012-2014) - 152 Massimiliano Cappellini (1996-1997, 1999-2002, 2004-2005) - 139 Luca Della Scala (1983-1986, 1988-1989) - 122 Flavio Giampieretti (1996-1997, 1999-2002, 2004-2005) - 111 Antonio Buscè (2004-2005, 2008-2009, 2011-2012) - 107 Ighli Vannucchi (2004-2005, 2008-2010) | Serie C/C1 - 263 Sergio Biliotti (1972-1980) - 178 Oriano Testa (1972-1977) - 170 Attilio Papis (1977-1983) - 165 Giovanni Mariani (1976-1981) - 164 Ermes Lasagni (1967-1969, 1970-1973) - 156 Roberto Scarpellini (1972-1977) - 143 Maurizio Londi (1973-1978) - 141 Sauro Bonetti (1969-1973) - 127 Francesco Radio (1973-1975, 1981-1983) - 122 Giovanni Battista Rigoni (1967-1972) |

### Record di marcature
Dati aggiornati al 12 febbraio 2025.
| Campionato - 107 Francesco Tavano (2001-2006, 2011-2015) - 92 Massimo Maccarone (2000-2002, 2012-2017) - 60 Carlo Castellani (1926-1930, 1934-1939) - 51 Francesco Caputo (2017-2019, 2023-2024) - 49 Lorenzo Alderotti (1939-1943, 1946-1947) 49 Antonio Di Natale (1996-1997, 1999-2004) - 46 Luca Saudati (1999-2000, 2002-2003, 2005, 2006-2010) - 39 Emilio Pietro Ramagli (1926-1931, 1932-1933) - 38 Carmine Esposito (1995-1998) 38 Mario Marini (1931-1932, 1933-1935) 38 Mario Monti (1938-1943, 1945-1946, 1948-1949) | Coppa Italia - 10 Francesco Tavano (2001-2006, 2011-2015) - 9 Luca Cecconi (1983-1984, 1985-1986) 9 Francesco Lodi (2000-2004, 2004-2006, 2008-2009) - 8 Massimiliano Cappellini (1996-2005) - 7 Massimo Maccarone (2000-2002, 2012-2017) 7 Leonardo Mancuso (2019-2022) - 6 Antonio Di Natale (1996-1997, 1999-2004) - 5 Nedim Bajrami (2019-2023) - 4 Francesco Della Monica (1984-1988) 4 Mario Monti (1938-1941) 4 Nicola Pozzi (2005-2009) | Competizioni UEFA - 1 Luca Antonini (2007-2008) 1 Felice Piccolo (2007-2008) |

| Serie A - 28 Massimo Maccarone (2014-2017) - 25 Francesco Tavano (2002-2004, 2005-2006, 2014-2015) - 24 Francesco Caputo (2018-2019, 2023-2024) - 20 Luca Saudati (2002-2003, 2005, 2006-2008) - 19 Ighli Vannucchi (2002-2003, 2005-2008) - 18 Antonio Di Natale (2002-2004) - 17 Tommaso Rocchi (2002-2004) - 16 Nicola Pozzi (2005-2008) - 14 Carmine Esposito (1997-1998) 14 Manuel Pucciarelli (2014-2017) 14 Riccardo Saponara (2014-2017) | Serie B - 82 Francesco Tavano (2004-2005, 2011-2014) - 64 Massimo Maccarone (2000-2002, 2012-2014) - 34 Claudio Coralli (2008-2012, 2012-2013) - 33 Leonardo Mancuso (2019-2021) - 31 Antonio Di Natale (1996-1997, 1999-2002) - 27 Massimiliano Cappellini (1996-1997, 1999-2002, 2004-2005) - 26 Francesco Caputo (2017-2018) 26 Luca Saudati (1999-2000, 2005, 2008-2010) - 23 Juan Calichio (1948-1950) 23 Alfredo Donnarumma (2017-2018) | Serie C/C1 - 49 Lorenzo Alderotti (1939-1943) - 38 Mario Monti (1938-1943, 1945-1946) - 29 Antonio Bonaldi (1974-1976, 1979) 29 Luciano Degl'Innocenti (1939-1943, 1945-1946) - 28 Carlo Maluta (1952-1956) - 27 Vincenzo Montella (1990-1995) - 26 Marco Meloni (1979-1983) - 25 Silvio Rosa (1969-1972, 1973-1974) - 24 Ettore Donati (1972-1973, 1975-1978) - 21 Gaetano Salvemini (1970-1973, 1977-1978) |

### Record di panchine
Dati aggiornati al 12 febbraio 2024.
| Campionato - 200 Gaetano Salvemini (1978-1981, 1985-1988) - 177 Silvio Baldini (1999-2003, 2008-2009) - 122 Maurizio Sarri (2012-2015) - 112 Luciano Spalletti (1994, 1995-1998) - 100 Aurelio Andreazzoli (2017-2019, 2021-2022, 2023-2024) - 90 Giampiero Vitali (1977-1978, 1982-1983, 1991) - 80 Renato Tori (1948-1949, 1950-1951) - 77 Gino Baggiani (1940-1943) - 76 Maurizio Bruno (1972-1974) 76 Luigi Cagni (2006-2007, 2008) 76 Sergio Cervato (1968-1970) 76 Vincenzo Guerini (1983-1985) 76 Renzo Ulivieri (1974-1976) | Competizioni UEFA - 2 Luigi Cagni (2007-2008) |

| Serie A - 76 Aurelio Andreazzoli (2018-2019, 2021-2022, 2023-2024) 76 Luigi Cagni (2006-2007, 2008) - 60 Gaetano Salvemini (1986-1988) - 42 Paolo Zanetti (2022-2023) - 38 Marco Giampaolo (2015-2016) 38 Giovanni Martusciello (2016-2017) 38 Maurizio Sarri (2014-2015) - 34 Silvio Baldini (2002-2003) 34 Luciano Spalletti (1997-1998) - 28 Attilio Perotti (2003-2004) | Serie B - 143 Silvio Baldini (1999-2002, 2008-2009) - 84 Maurizio Sarri (2012-2014) - 76 Vincenzo Guerini (1983-1985) - 74 Enrico Crotti (1946-1948) - 65 Alfredo Aglietti (2010-2011, 2012) - 42 Salvatore Campilongo (2009-2010) 42 Renzo Magli (1949-1950) 42 Mario Somma (2004-2005) 42 Renato Tori (1948-1949) - 38 Gaetano Salvemini (1985-1986) 38 Luciano Spalletti (1996-1997) | Serie C/C1 - 102 Gaetano Salvemini (1978-1981) - 90 Giampiero Vitali (1977-1978, 1982-1983, 1991) - 77 Gino Baggiani (1940-1943) - 76 Maurizio Bruno (1972-1974) 76 Sergio Cervato (1968-1970) 76 Renzo Ulivieri (1974-1976) - 68 Piero Andreoli (1951-1953) 68 Egisto Pandolfini (1960-1962) 68 Vinicio Viani (1953-1955) - 47 Vincenzo Montefusco (1989-1991) |